# Traisen (flod)

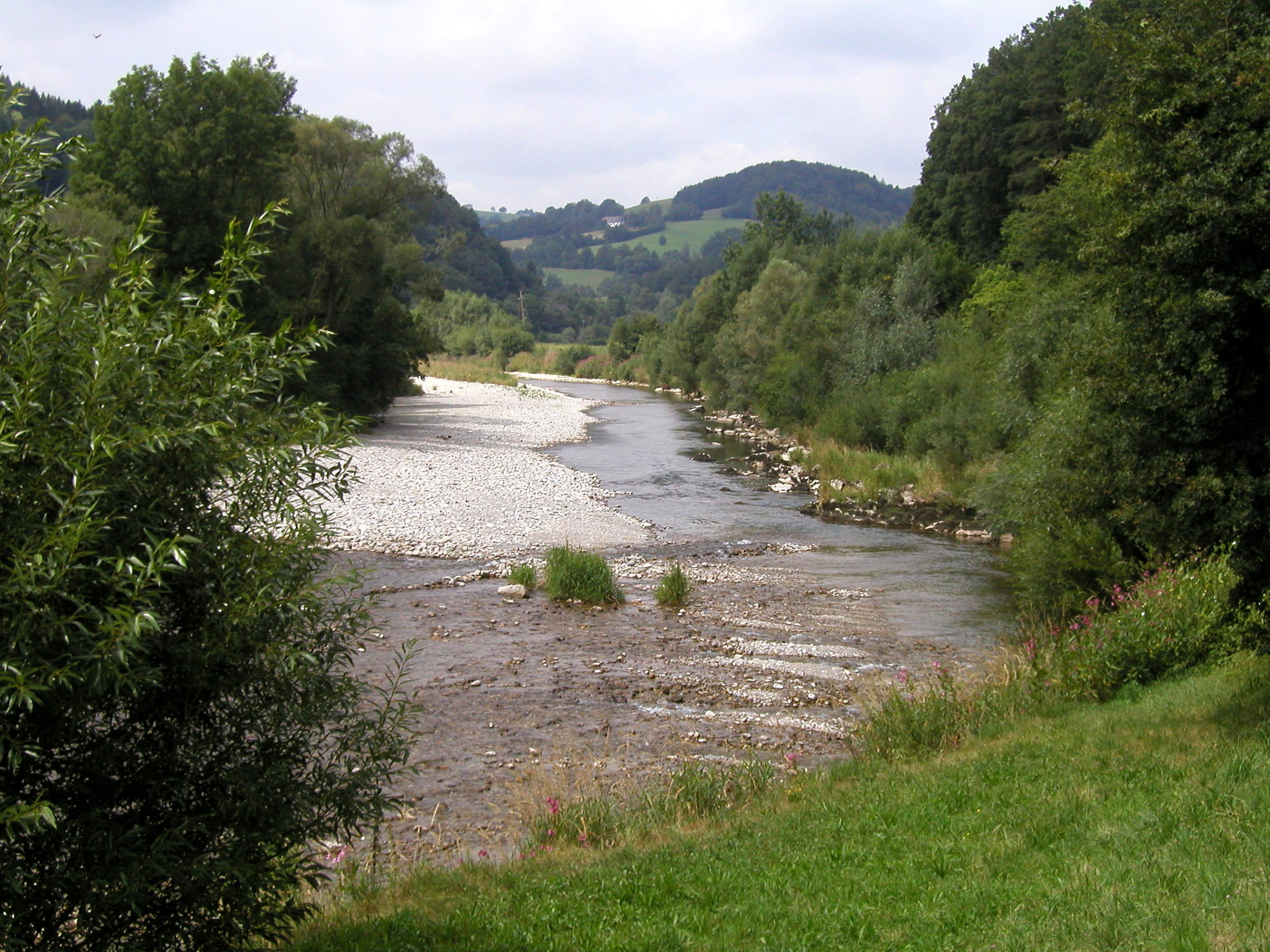
Traisen mellan Wilhemsburg och Traisen.

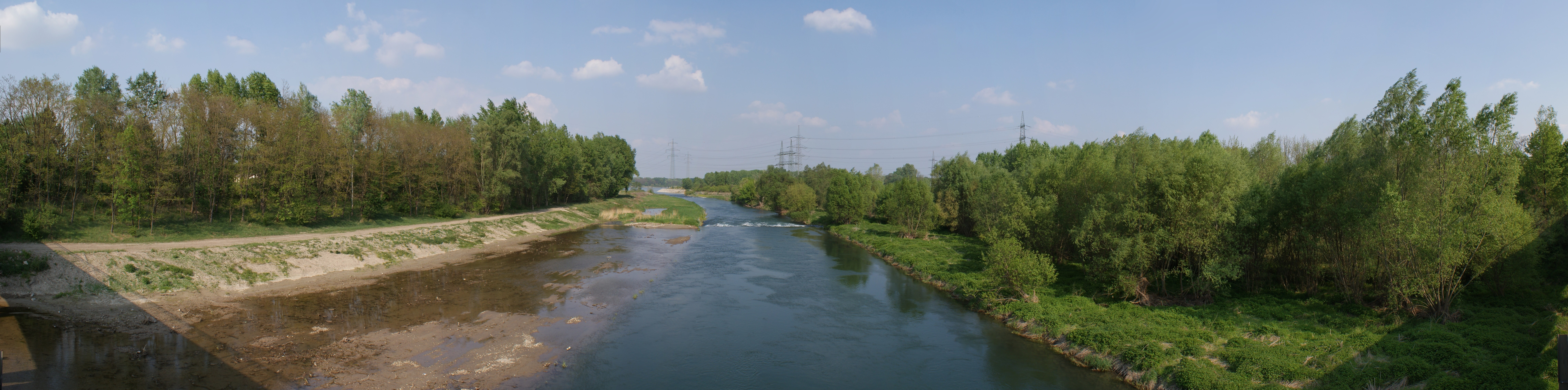
Traisen vid mynningen i Donau.

Traisen är en 80 km lång biflod till floden Donau i det österrikiska förbundslandet Niederösterreich. Avrinningsområdet är 1000 km²2 och medelvattenföringen är 13,5 m³/s vid Windpassing, men kan vid högvatten uppnå 700 m³/s (1997: 747m³/s).
Källflödena är Türnitzer Traisen som rinner upp väster om Annaberg vid Türnitz och Unrechttraisen som rinner upp öster om Traisenberg nära Sankt Aegyd am Neuwalde och förenar sig vid Freiland. Därifrån rinner den norrut mot Donaudalen. Traisen mynnar numera i Donau vid Grafenwörth efter att mynningen flyttats österut i samband med byggandet av Donaukraftverket Grafenwörth.
En biflod är Gölsen som mynnar i nedanför orten Traisen.
Traisen är utbyggd med ett 16-tal mindre vattenkraftverk.
Vid Traisen ligger städerna Lilienfeld, Wilhemsburg, Sankt Pölten, Herzogenburg och Traismauer. Den nedre delen av Traisendalen mellan Sankt Pölten och Donaumynningen är ett av Österrikes yngsta vindistrkt. 
2007 öppnades Traisendalleden, en 111 km lång cykelled som börjar vid Traismauer där den ansluter till Donauleden och slutar i Mariazell. 